# Thomas Darden

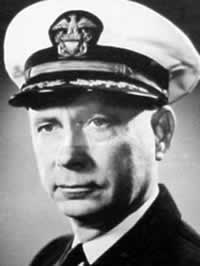
Thomas Darden

Thomas Francis Darden Jr. (* 8. September 1900 in New York City; † 17. Juni 1961) war ein US-amerikanischer Marineoffizier. Zwischen 1949 und 1951 war er Militärgouverneur von Amerikanisch-Samoa.

## Werdegang
Thomas Darden war zeit seines Lebens als Erwachsener Offizier in der United States Navy, in der er es bis zum Captain brachte. Er diente auf verschiedenen Schiffen und war während des Zweiten Weltkrieges zu unterschiedlichen Zeiten Stabsoffizier bei zwei Admirälen. Zwischenzeitlich kommandierte er auch den Zerstörer Benham sowie den im Pazifik eingesetzten Leichten Kreuzer Denver. Dabei war er in mehrere Gefechte verwickelt. Er setzte sich für die Rassenintegration in der Marine ein. In den 1940er Jahren leitete er ein Sonderausbildungsprogramm für Afroamerikaner, um deren Beförderungschancen innerhalb der Marine zu verbessern.
Zwischen dem 7. Juli 1949 und dem 23. Februar 1951 war er als Nachfolger von Vernon Huber letzter Militärgouverneur von Amerikanisch-Samoa. Alle seine Nachfolger waren dann Zivilisten.